# Willy-Fred
Willy-Fred ist ein in der Literatur entstandener Name für eine antifaschistische österreichische Partisanengruppe, die 1942 bis 1945 im Salzkammergut bestand. Auch der Name "Salzkammergut-Partisanen" ist in der Literatur geläufig. 

## Anfänge
Der Name geht auf die beiden Decknamen „Willy“ und „Fred“ zurück, die die Mitglieder der Gruppe benutzt haben. 
Im Oktober oder November 1942 gelang dem aus Strobl stammenden Widerstandskämpfer Karl Gitzoller, der im Oktober verhaftet worden war, in Wels die Flucht. Mit dem Fahrrad gelangte er nach Bad Ischl und nahm dort Kontakt zu Resi Pesendorfer auf. Mit ihrer Unterstützung versteckte sich Gitzoller zunächst in einer leer stehenden Villa und in Almhütten und ernährte sich auch durch Wilderei. Oktober 1943 gelang es Gitzoller, Pesendorfer und Agnes Primocic, den Kommunisten Sepp Plieseis aus dem KZ-Außenlager Vigaun zu befreien. Gitzoller und Plieseis versteckten sich zunächst am Attersee. 
Anfang 1944 gingen Gitzoller, Plieseis und Alois Straubinger wiederum in die Berge und errichteten im Toten Gebirge den Partisanenunterschlupf „Igel“, der die Basis der Widerstandsgruppe Willy-Fred wurde. Rund um diese kleine Gruppe sammelte sich im Laufe des Jahres 1944 eine wachsende Zahl von Flüchtlingen und Deserteuren, Soldaten, die nach einem Fronturlaub im heimatlichen Salzkammergut nicht mehr an die Front zurückgekehrt und stattdessen untergetaucht waren. Die Gruppe wuchs stark an, und auf dem Igel lebten bald bis zu 30 bewaffnete Partisanen. Eine noch größere Zahl war verstreut auf Almen und bei vertrauenswürdigen Kontaktpersonen untergetaucht. Insgesamt gehörten der Gruppe Ende 1944 bis zu 500 Personen im oberen Salzkammergut an. Zur Tarnung nannten sie sich zuerst einfach nur „Willy“. Dieser Name war jedoch bald bekannter als gewünscht, und so wurde als neuer Deckname „Fred“ gewählt.

## Kriegsende
Das Hauptziel der Gruppe Willy-Fred war es im Jahr 1944 und Anfang 1945, die untergetauchten Personen erfolgreich zu verstecken und den bereits absehbaren Sieg der Alliierten abzuwarten, um dann mit möglichst vielen Gleichgesinnten für den Aufbau eines neuen freien Österreichs vorbereitet zu sein. Das schwierigste Problem war die ausreichende Versorgung der Untergetauchten mit Nahrung, besonders im Winter 1944/45. Im Jänner 1945 wurde Karl Feldhammer in Bad Aussee von der Gestapo erschossen, über den zuvor ein Teil der Versorgung gelaufen war. Dessen Rolle übernahm jedoch schnell seine Witwe Marianne Feldhammer, die als einzige Frau den Weg zum Igel kannte und mehrmals Lebensmittel in den Partisanenunterschlupf brachte.
Erst in den letzten Kriegswochen wurde die Gruppe dann auch nach außen aktiv, wobei sich die Ereignisse besonders im Ausseerland chaotisch überschlugen und daher historisch nicht mehr mit letzter Genauigkeit rekonstruierbar sind. So war die Gruppe um Sepp Plieseis angeblich an der Rettung der im Altausseer Salzbergwerk eingelagerten Kunstschätze maßgeblich beteiligt sowie an der Verhaftung einiger ins Salzkammergut geflohener prominenter Nazifunktionäre. Es waren auch Mitglieder der Partisanen, welche die nur zögerlich vom Wolfgangsee vorrückenden Amerikaner nach Ischl, Gosau und Aussee lotsten. Der Hauptverdienst der Gruppe war es jedoch, zahlreichen Menschen ein Versteck geboten zu haben, das im Gegensatz zu anderen kommunistischen Widerstandsgruppen in Oberösterreich trotz intensiver Suchaktionen der Nationalsozialisten bis zum Schluss nicht entdeckt wurde.

## Rezeption in Österreich und der DDR
Unmittelbar nach dem Krieg hat Sepp Plieseis seine Erinnerungen mithilfe von Rudolf Daumann als Ghostwriter aus der Zeit in Spanien und am „Igel“ in einem Buch niedergeschrieben, das 1946 unter dem Titel Vom Ebro zum Dachstein, Lebenskampf eines österreichischen Arbeiters in Linz beim Verlag Neue Zeit veröffentlicht wurde. 
Während die Geschichte der Widerstandsgruppe in Österreich zunächst fast in Vergessenheit geriet, begann ab den 1970er Jahren in der DDR eine neue Rezeption. Plieseis' autobiographisches Buch wurde 1971 unter dem Titel Partisan der Berge – Lebenskampf eines österreichischen Arbeiters von Julius Mader im Deutschen Militärverlag in Ost-Berlin neu herausgegeben. Einige Jahre später produzierte das Fernsehen der DDR sogar eine Fernsehserie über den Partisanenkampf im Salzkammergut, in dem Plieseis als aufrechter Kämpfer gegen den Faschismus präsentiert wurde. Sie hat den Titel Gefährliche Fahndung und ist 2010 auch auf DVD erschienen.
1977 wurde die in der DDR erschienene Version des Buches von Plieseis als Lizenzausgabe in Wien vom Globusverlag neu gedruckt, von der daraufhin mehrere Auflagen erschienen. Einen wichtigen Beitrag zur geschichtswissenschaftlichen Erforschung des Widerstands gegen den Nationalsozialismus im Salzkammergut liefert außerdem der Regionalhistoriker Peter Kammerstätter, dessen Materialiensammlung 1978 erschien. Zum Geschichtsbewusstsein in der Region in und um das Salzkammergut hat auch das 1996 aufgelegte Buch Auf den Spuren der Partisanen beigetragen, in dem  Christoph Topf die historischen Ereignisse, anhand eines Wanderführers zu den Originalschauplätzen, wissenschaftlich aufgearbeitet darstellt.
Im Jahr 2006 bearbeitete auch der ebenfalls aus der Region stammende österreichische Schriftsteller Franzobel die Lebensgeschichte von Sepp Plieseis literarisch und baute sie in sein Theaterstück „Hirschen“ ein, das den Widerstand im Ausseerland thematisiert.
2018 veröffentlichte der in Bad Ischl geborene Journalist und Schriftsteller Günter Kaindlstorfer unter seinem Künstlernamen "Günter Wels" den Roman "Edelweiß". Die Widerstandsbewegung im Salzkammergut spielt darin eine prominente Rolle.
2015 wurde in Linz, Graben 3 ein selbstverwaltetes Wohnhaus für etwa 30 Bewohner mit Veranstaltungsstätte begründet, das sich nach der Widerstandsgruppe Willy-Fred-Haus benennt.